# Boetti Racing Team
Boetti Racing Team – francuski zespół wyścigowy, założony przez byłego Ghislaina Boetti. W latach 2010–2011 ekipa startowała w Europejskim Pucharze Formuły Renault 2.0

## Starty

### Europejski Puchar Formuły Renault 2.0
| Rok  | Bolid          | Kierowcy       | Wyścigi | Wygrane | PP | NO | Pkt | M.K. | M.Z. |
| ---- | -------------- | -------------- | ------- | ------- | -- | -- | --- | ---- | ---- |
| 2010 | Tatuus-Renault | Brice Bosi     | 16      | 0       | 0  | 0  | 6   | 19   | 9    |
| 2011 | Tatuus-Renault | Roman Mawłanow | 13      | 0       | 0  | 0  | 0   | 0    | 35   |